# Cantone di Ancenis
Il Cantone di Ancenis è una divisione amministrativa dell'arrondissement di Ancenis.
A seguito della riforma approvata con decreto del 25 febbraio 2014, che ha avuto attuazione dopo le elezioni dipartimentali del 2015, è passato da 8 a 22 comuni. Dal 1º gennaio 2016 il numero dei comuni è passato a 18 per effetto della fusione di alcuni di essi.

## Composizione
Gli 8 comuni facenti parte prima della riforma del 2014 erano:
- Ancenis
- Anetz
- Mésanger
- Oudon
- Pouillé-les-Côteaux
- La Roche-Blanche
- Saint-Géréon
- Saint-Herblon

Dal 2015 i comuni appartenenti al cantone sono diventati i seguenti 22:
- Ancenis
- Anetz
- Belligné
- Bonnœuvre
- La Chapelle-Saint-Sauveur
- Couffé
- Le Fresne-sur-Loire
- Maumusson
- Mésanger
- Montrelais
- Oudon
- Pannecé
- Le Pin
- Pouillé-les-Côteaux
- La Roche-Blanche
- La Rouxière
- Saint-Géréon
- Saint-Herblon
- Saint-Mars-la-Jaille
- Saint-Sulpice-des-Landes
- Varades
- Vritz

Dal 2016 a seguito della fusione dei comuni di Anetz e Saint-Herblon per formare il nuovo comune di Vair-sur-Loire. e dei comuni di Belligné, La Chapelle-Saint-Sauveur, La Rouxière e Varades per formare il comune di Loireauxence, i comuni sono diventati 18:
- Ancenis
- Bonnœuvre
- Couffé
- Le Fresne-sur-Loire
- Loireauxence
- Maumusson
- Mésanger
- Montrelais
- Oudon
- Pannecé
- Le Pin
- Pouillé-les-Côteaux
- La Roche-Blanche
- Saint-Géréon
- Saint-Mars-la-Jaille
- Saint-Sulpice-des-Landes
- Vair-sur-Loire
- Vritz